# Do Spartakusa (o pracy)
Do Spartakusa (o pracy) – rozważania Cypriana Kamila Norwida z 1866 roku o pracy.

## O utworze
Rozważania o pracy stanowią uzupełnienie programowego wiersza Norwida Praca, opublikowanego w styczniu 1865 w krakowskim Czasie. Utwór powstał najwcześniej w lipcu 1866, 7 lipca 1866 połączono bowiem Europę z Ameryką pierwszym kablem podmorskim, o czym Norwid wspomina w swoim tekście. Utwór został opublikowany przez Władysława Turczyńskiego w Tęczy w 1930.

## Treść
W czasach, gdy człowiek połączył kablem dwie części świata, a wszystkie stolice kontynentu związał żelaznymi sztabami, wciąż jeszcze napotyka się na pańszczyźniane pojęcie pracy. Pojęcie takie jest niecałkowite i bez celu. Praca bowiem odnosi się swą dzielnością i obfitością do wolności. Im więcej jest wolności, tym więcej pracy. W Turcji czy na Ukrainie, gdzie pan ma wiele sług, słudzy budzą się do pracy niechętnie. W Ameryce wystarczy jeden sługa, który pracuje energicznie, bo wie, że jego kontrakt niedługo się skończy i może wtedy zostać czym chce, nawet prezydentem republiki. Są to herosi pracy, jak Saul i Dawid, którzy po namaszczeniu na króla, dalej paśli bydło.
Praca to oryginalność. Jest tak bardzo działalnością samodzielną, że brukarz, który nie wkłada w swoją robotę własnego akcentu, musi być uznany za próżniaka, Kto to rozumie, wie, że napisanie ośmiu wierszy Bukolik Wergiliusza kosztowało więcej pracy niż uprawa ósmej części jego milionowego majątku. Pańszczyźnianą pracą nie postawi się na nogi upadłego narodu ani oddziału Leonidasa. Największy mąż stanu naszej cywilizacji, Mojżesz, właśnie od takiej pańszczyźnianej pracy uwolnił swój lud, by go wprowadzić do krainy odpoczynku. Smętne pojęcie pracy indyjsko-pańszczyźniane nie ma pokrycia ani w dogmacie, ani w filozofii czy historii. Wywodzi się z bursowego materializmu zachodniego i kastowego wschodniego. Ojciec ludzkości, skazany na pracę w pocie czoła, otrzymał jednocześnie obietnicę, że z jego potomstwa narodzi się zbawca. Dlatego praca ludzka z pokutnego źródła pochodząca, nie byłaby cała, gdyby nie miała w sobie elementu zbawienia.